# Јозеф Крнач
Јозеф Крнач (слч. Jozef Krnáč; Братислава, 30. децембар 1977) бивши је словачки џудиста. Успех каријере му је освојена сребрна медаља на Летњим олимпијским играма 2004.